# یونس بنو مرزوق
یونس بنو مرزوق (عربی: يونس بن مرزوق؛ زادهٔ ۲ مارس ۱۹۹۶) بازیکن فوتبال اهل فرانسه است.
از باشگاه‌هایی که در آن بازی کرده‌است می‌توان به باشگاه فوتبال یوونتوس، باشگاه فوتبال آنژه، باشگاه فوتبال دالکورد، باشگاه فوتبال لوگانو، و باشگاه فوتبال کیاسو اشاره کرد.
وی همچنین در تیم‌های ملی فوتبال زیر ۱۷ سال مراکش و زیر ۱۸ سال فرانسه بازی کرده‌است.